# Eubrianax meridianaus
Eubrianax meridianaus is een keversoort uit de familie keikevers (Psephenidae). De wetenschappelijke naam van de soort werd in 1999 gepubliceerd door Lee, Satô & Yang.